# NGC 5226
NGC 5226 is een spiraalvormig sterrenstelsel in het sterrenbeeld Maagd. Het hemelobject werd op 5 april 1877 ontdekt door de Deens-Ierse astronoom Johan Dreyer.

## Synoniemen
- PGC 47877